# أزمة رهائن صانعي السلام المسيحيين
أزمة رهائن منظمة "صانع السلام المسيحي" شملت أربعة من العاملين في مجال حقوق الإنسان التابعين لفرق صانعي السلام المسيحيين (CPT)، والذين احتُجزوا رهائن في العراق منذ 26 نوفمبر/تشرين الثاني 2005 على يد لواء سيوف البر. قُتل أحد الرهائن، توم فوكس ، وأُطلق سراح الثلاثة الآخرين في عملية عسكرية في 23 مارس/آذار 2006.

## يأسر
في 26 نوفمبر 2005، أوقف مسلح ملثم سيارة تحمل أربعة أعضاء من قوات مكافحة الإرهاب واختطفهم؛ ووقعت عملية الاختطاف في منطقة الجامعة ببغداد وهي منطقة كانت مسرحاً للاضطرابات منذ وصول قوات مشاة البحرية الأميركية إلى المنطقة، حيث خاضت القوات الأميركية معارك مع الفدائيين استمرت لأيام.
كان أعضاء فريق عمل اللجنة المركزية الأربعة يخططون لزيارة جمعية علماء المسلمين، وهي جماعة مؤثرة من القادة الدينيين السنة، تأسست عام ٢٠٠٣ بعد انهيار النظام السابق. كانوا على بُعد حوالي ١٠٠ متر من مدخل المسجد حيث كان من المقرر عقد الاجتماع عندما اختُطفوا. لم يُؤخذ سائقهم ومترجمهم.
وكان الرهائن هم:
- توم فوكس ، 54 عامًا، من كليربروك، فيرجينيا ، الولايات المتحدة الأمريكية ، قائد برامج الشباب في اجتماع أصدقاء لانجلي هيل والاجتماع السنوي في بالتيمور . [2]
- نورمان كيمبر ، 74 عامًا، من بينر ، لندن ، المملكة المتحدة ، أستاذ متقاعد في الفيزياء الطبية . [2]
- جيمس لوني ، 41 عامًا، من سولت سانت ماري، أونتاريو ، كندا ، منسق برنامج CPT كندا. [2]
- هارميت سينغ سودين ، 32 عامًا، مهندس كهربائي كندي يدرس في نيوزيلندا . [2]

### فرق صانعي السلام المسيحيين في العراق
كان الرهائن أعضاءً في مشروع CPT العراق، الذي بدأ العمل عام ٢٠٠٢، قبل غزو العراق عام ٢٠٠٣. هدفهم هو توثيق ونشر انتهاكات حقوق الإنسان التي تحدث في البلاد، وخاصةً فيما يتعلق بالمحتجزين، والدعوة إلى حلول سلمية للصراع.
خلال الأزمة، أصدر فريق العراق من قوات التحالف بيانات يطالب فيها بإطلاق سراح الرهائن حتى يتمكنوا من مواصلة عملهم.
كانت السمة المميزة لهذه الأزمة هي التزام الضحايا باللاعنف. أدانت لجنة مناهضة التعذيب أعمال الخاطفين، لكنها حافظت على مبادئها السلمية برفضها الدعوة إلى أي جهد إنقاذ عنيف. أثارت عمليات الاختطاف تعاطفًا ودعمًا واسع النطاق، مع دعوات لإطلاق سراحهم من جماعات إسلامية ومسيحية وعلمانية متنوعة في الغرب والشرق الأوسط . ومع ذلك، انتقد مؤيدو حرب العراق وجود الفريق في العراق.
طوال الأزمة، واصلت منظمة CPT حملتها من أجل حقوق الإنسان في العراق، محاولةً ربط دعم عمالها بدعم "آلاف العراقيين المحتجزين بشكل غير قانوني". وتؤكد المنظمة أن " الاحتلال غير القانوني للعراق ... هو السبب الجذري لانعدام الأمن الذي أدى إلى هذا الاختطاف".

## التطورات الرئيسية

### مطالب الخاطفين
أطلق الخاطفون على أنفسهم اسم لواء سيوف الحق، ونشروا مقطع فيديو عُرض عالميًا في 29 نوفمبر 2005 على قناة الجزيرة الفضائية العربية، زعموا فيه أن الرهائن جواسيس. وهددوا بقتل جميع الرهائن ما لم تُفرج الولايات المتحدة عن جميع السجناء العراقيين المحتجزين في الولايات المتحدة والعراق بحلول 8 ديسمبر 2005. ثم مددوا هذا الموعد النهائي إلى 10 ديسمبر 2005.
وتفاقمت تعقيدات الأزمة عندما انضم معظم بيج وأبو قتادة، الذي كان سفير أسامة بن لادن المزعوم في أوروبا، إلى المناشدات لإطلاق سراح كيمبر. ولكن تم تجاهل المناشدات من قبل الخاطفين.
مرّ أكثر من شهر حتى ورد الخبر التالي من الخاطفين. في 28 يناير/كانون الثاني 2006، بثّت الجزيرة فيديو يُظهر الرهائن الأربعة أحياءً، بتاريخ 21 يناير/كانون الثاني 2006. وصرّح الخاطفون بأن لدى الولايات المتحدة وبريطانيا فرصة أخيرة لتحرير جميع السجناء العراقيين، وإلا سيُقتل الرهائن.

### العثور على رهينة مقتولاً
في 10 مارس 2006، عُثر على جثة توم فوكس فوق مكب نفايات في بغداد، وقد لقي حتفه متأثرًا بطلقات نارية في الرأس والصدر. كانت يدا الجثة مقيدتين. أفادت شبكة CNN أن رجال الشرطة العراقيين زعموا أن جثة فوكس بدت عليها علامات تعذيب. وتكرر هذا التقرير على نطاق واسع في وسائل إعلام أخرى، على الرغم من عدم ذكر أي مصادر أخرى. وقد طعنت لجنة مناهضة التعذيب الأوروبية في هذا التقرير الأولي، مدعيةً أن أعضاء المجموعة لم يروا أي دليل على التعذيب عند رؤية الجثة في دار جنازة بالولايات المتحدة وعند فحص وجه فوكس ويديه فور انتشال الجثة. وتزعم لجنة مناهضة التعذيب الأوروبية أن مصدرين مستقلين فحصا الجثة عن كثب لم يعثرا أيضًا على أي دليل على التعذيب. وأضاف أحد أعضاء المجموعة أنه يعتقد أن مزاعم التعذيب "تزيد من شيطنة الطرف الآخر". ولم تُنشر نتائج تشريح الجثة المستقل.بعد وفاة فوكس، أصدرت لجنة مناهضة التعذيب بيان تعزية، طالبةً من العالم عدم "تشويه سمعة الآخرين أو شيطنتهم، مهما كانت أفعالهم". ونقلت اللجنة عن فوكس نفسه قوله: "نرفض العنف لمعاقبة أي شخص ونسامح من يعتبروننا أعداءهم".

### العمل العسكري واستعادة الرهائن الناجين
بعد اختطافهم فرقة العمل الفارسقوة المهام الخاصة البريطانية في العراق –  بدأت عملية لايت ووتر بقيادة السرب، الفوج 22 من القوات الخاصة البريطانية، وكان الهدف منها العثور على الرهائن واستعادتهم؛ وانضم فريق صغير من فرقة العمل المشتركة 2 (وحدة القوات الخاصة الكندية المكافئة من المستوى الأول) وخبراء الاستخبارات الكنديين إلى فرقة العمل الخاصة بالعملية وقدمت الولايات المتحدة معلومات استخباراتية فنية للعملية. أعطت فرقة العمل الأولوية لعملية لايت ووتر على عملياتها الجديدة تحت قيادة العمليات الخاصة المشتركة ضد تنظيم القاعدة في العراق والإرهابيين والمتمردين الآخرين في العراق. تضمنت عملية لايت ووتر مداهمة المنازل واعتقال المشتبه بهم كل يوم وليلة تقريبًا، وكان الغرض الرئيسي من جمع المعلومات الاستخبارية؛ كشفت مصادر الاستخبارات والمواد التي تم ضبطها في المداهمات المزيد عن الجماعة الإرهابية التي ينتمي إليها الخاطفون وعندما تم استغلالها (خاصة مصادر الهواتف المحمولة)، أسفرت عن المزيد من المداهمات. بلغ إجمالي عدد مداهمات المباني 50 مداهمة، 44 منها نفذتها القوات الخاصة البريطانية، واعتقلت 47 شخصًا، ولم يتم تصنيف سوى 4 من هذه المداهمات على أنها "حفر جافة" أماكن لم تنتج أي معلومات مفيدة، وكانت العملية مفيدة في العثور على الرهائن.
في الساعات الأولى من صباح 23 مارس 2006، كجزء من عملية لايت ووتر، نفذت القوات الخاصة البريطانية عملية ني 3 كان هدفهم منزلًا في مشهد، على بعد 20 ميلًا شمال غرب بغداد، حيث عثروا على رجلين كانوا يبحثون عنهما، واللذين كشفا تحت الضغط أثناء الاستجواب/الاستجواب التكتيكي عن مكان الرهائن في غرب بغداد. وخوفًا من كمين، اتصلت القوات الخاصة البريطانية بالخاطفين قبل لحظات من هجومها على المنزل وتم تحذيرهم لمغادرة موقعهم. في الساعة 0800، اقتحم السرب ب من القوات الخاصة البريطانية المنزل، ووجدوا أن الخاطفين قد تركوا المبنى وأنقذوا الرهائن، وتم اصطحاب الرهائن إلى مركبة برادلي القتالية المدرعة المنتظرة، وتم إنزال القوات الخاصة البريطانية في سيارات الهامفي الخاصة بهم.
ذكرت صحيفة التايمز أن القوات الخاصة البريطانية كانت مدعومة من قبل "قوة المهام مارون"، وهي وحدة دعم مكونة من جنود مظليين ومشاة البحرية البريطانيين. وتشمل المصادر الأخرى الشرطة الملكية الكندية في جهود الإنقاذ.
كان الرهائن الثلاثة الناجون في حالة صحية جيدة. سُمح لهم بممارسة الرياضة أثناء احتجازهم، وتلقى كيمبر الأدوية اللازمة.
أفادت التقارير أن فريق مكافحة الإرهاب لم يتعاون مع مسؤولي القوات الخاصة البريطانية الذين نسقوا عملية تحرير الرهائن. وصرح دوغ بريتشارد، المدير المشارك لفريق مكافحة الإرهاب، بأنهم لا يريدون وقوع "غارة عسكرية" ويفضلون العمل مع الدبلوماسيين.

## العواقب

### اتهامات بالجحود تجاه العسكريين
أثناء إخلاء الرهائن من مكان الحادث، واجه جنود القوات الخاصة البريطانية صعوبة في الحصول على أي رد من كيمبر. قال أحد جنود القوات الخاصة البريطانية: "كان كيمبر أكثر شخص مُحبط قابلته في حياتي. منذ لحظة رفعه، لم يوجه إلينا كلمة واحدة". في المملكة المتحدة، انتشرت قصة رفض كيمبر شكر مُنقذيه بسرعة، وأضاف الجندي أنه "في اليوم التالي، نقله السفير على كرسيه المتحرك إلى منزلنا [السفينة فرنانديز]، وقال كيمبر أخيرًا، إن كنتُ أتذكر كلماته بالضبط: شكرًا لإنقاذ حياتي.
وُجّهت انتقاداتٌ إلى لجنة مكافحة الإرهاب والضحايا لترددهم في شكر القوات التي حرّرتهم. وبعد إطلاق سراح الرهائن، أغفل بيان لجنة مكافحة الإرهاب الأولي أي تعبير عن الامتنان للجنود المعنيين، لكنها أصدرت بيانًا مماثلًا بعد اثنتي عشرة ساعة، معربةً عن امتنانها لعدم إطلاق أي رصاصة خلال المهمة.  صرّح الجنرال السير مايك جاكسون ، قائد الجيش البريطاني ، لقناة الأخبار البريطانية الرابعة بأنه "يشعر بالحزن لعدم وجود رسالة شكر من السيد كيمبر للجنود الذين خاطروا بحياتهم لإنقاذهم". شكر جيمس لوني ونورمان كيمبر لاحقًا الجنود علنًا على إنقاذهم. وأصدر هارميت سودين بيانًا شكر فيه الجنود على إنقاذه هو أيضًا.

### الدعاية
استغل اللواء ريك لينش، المُوَجِّه في مقر القوة المتعددة الجنسيات في العراق، نجاح عملية "لايتووتر" لدحض روايات الأشهر السابقة عن إساءة معاملة السجناء العراقيين، قائلاً للصحفيين: "النقطة الأساسية هي أنها كانت مبنية على معلومات استخباراتية. كانت معلومات قدّمها أحد المعتقلين".

### رفض الشهادة
في 8 ديسمبر/كانون الأول 2006، عقد الرهائن السابقون الثلاثة مؤتمرًا صحفيًا في مركز سانت إثيلبورغا للمصالحة في لندن، ليعلنوا أنهم لن يدلوا بشهاداتهم في محاكمة خاطفيهم إذا كان هناك خطر الإعدام. يُعاقب على الاختطاف حاليًا بالإعدام بموجب القانون العراقي. ونُقل عن لوني قوله: "لا نحمل أي ضغينة تجاههم، ولا نرغب في الانتقام منهم".
قال نورمان كيمبر أنه إذا شهد، فمن المرجح أن يكون ذلك فقط من أجل التماس العفو نيابة عن خاطفيهم.
وبعد سنوات، ألقت الشرطة العراقية القبض على الخاطفين، لكن كيمبر ظل يرفض الإدلاء بشهادته.

## كتب منشورة عن الأزمة
في 23 مارس 2007، بعد مرور عام على إطلاق سراح الرهائن الثلاثة، نشر نورمان كيمبر كتاب "رهينة في العراق ". نشره دارتون لونجمان وتود، وقد روى قصة أسره وتضمن رسومات وملاحظات لم يسبق نشرها من قبل كتبها نورمان كيمبر، الذي اخترع أثناء أسره ألعابًا مع زملائه الأسرى.
في 5 يونيو 2008، نشرت فرق صانعي السلام المسيحيين مجموعة من المقالات التي كتبها أشخاص شاركوا في الأزمة بما في ذلك كيمبر وسودين ولوني. تم نشر الكتاب ذاتيًا في البداية بعد أن أصرت داران للنشر الدينيين على إجراء تغييرات على فصل كتبه دان هانت، شريك لوني من نفس الجنس. الكتاب متاح الآن من دار نشر كاسكاديا. وهو يدرس الأحداث المحيطة بالأسر من وجهات نظر متعددة، بما في ذلك أعضاء فرق صانعي السلام المسيحيين الذين بقوا في بغداد أثناء الأزمة الأعضاء الذين يعملون في فرق أخرى (فلسطين وكولومبيا ومكاتب شيكاغو وتورنتو) الأصدقاء والمؤيدون وأفراد عائلات الرهائن.
نشرت دار نشر كنوبف كندا كتابًا كتبه جيمس لوني في ربيع عام 2011.

## روابط خارجية
- Christian Peacemaker Teams

  - Iraq Crisis resources
  - CPT-ers Freed – statement on 2006 March 23
  - Remembering Tom Fox
- Christian Peacemaker Teams News on Nonviolence.org – a regularly updated page with links to news and articles about the crisis.
- Free The Captives – petition for the release of Christian Peacemakers being held in Iraq – includes latest news and daily updates
- 'Brothers of hostage in Iraq describe "gut-wrenching" wait', CBC News, December 11, 2005
- 'Family waits as deadline passes in silence', The Globe and Mail, December 11, 2005